# Comté de Dane
Le comté de Dane est un comté situé dans l'État du Wisconsin aux États-Unis. Son siège est Madison. Selon le recensement de 2010, sa population était de 488 000 habitants.

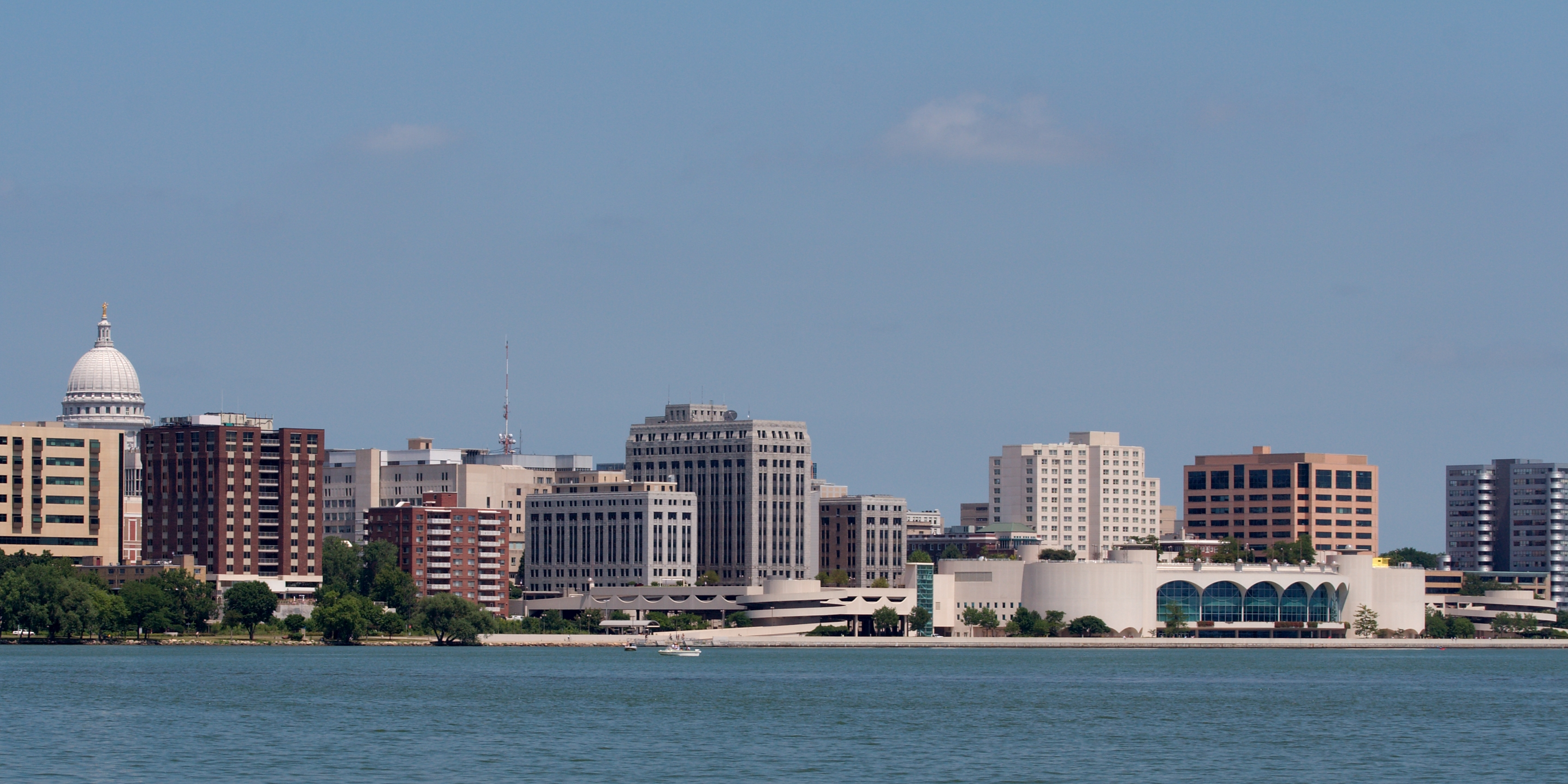
Madison, vu depuis le lac Monona.
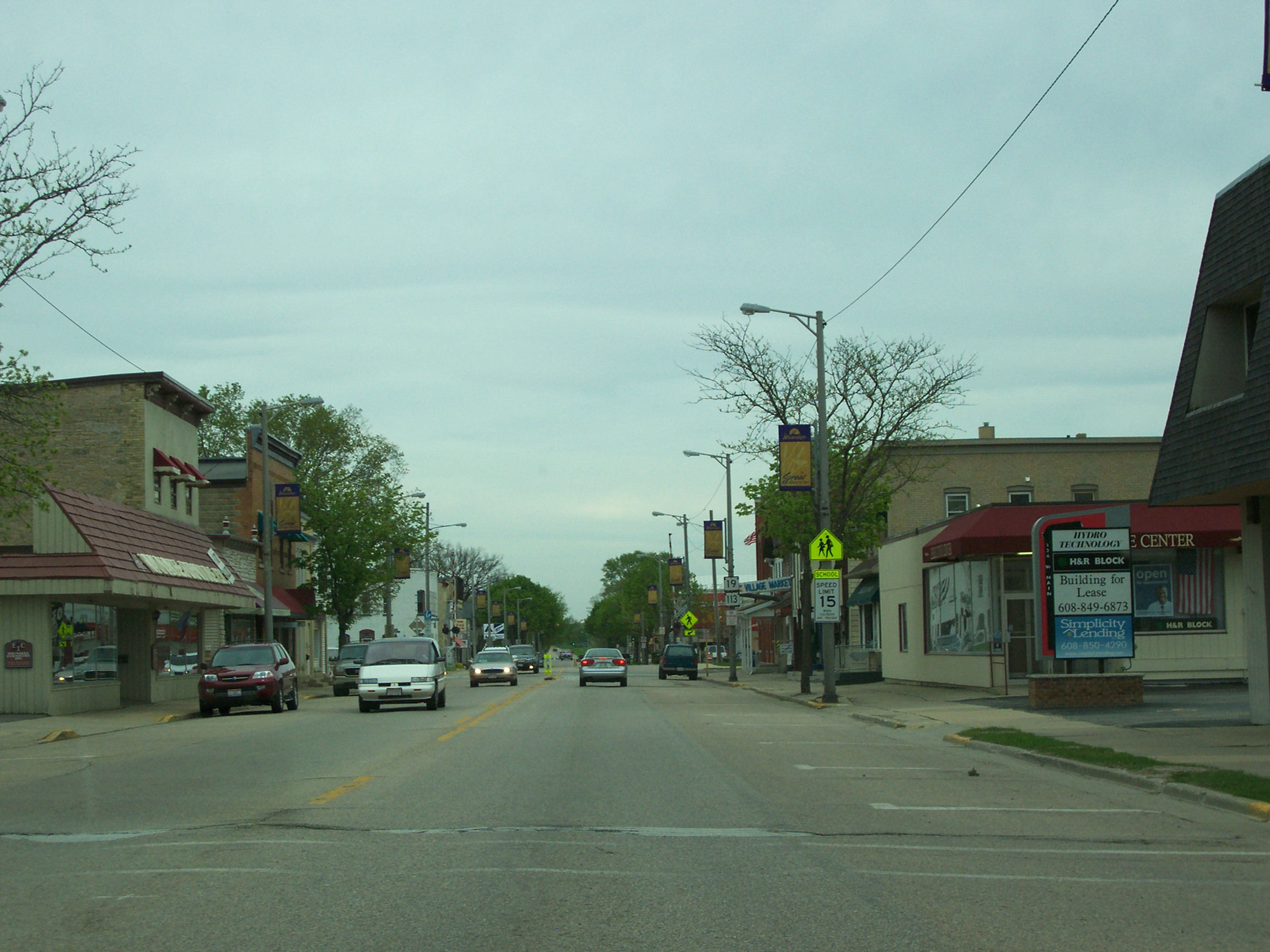
Centre de la ville de Waunakee.
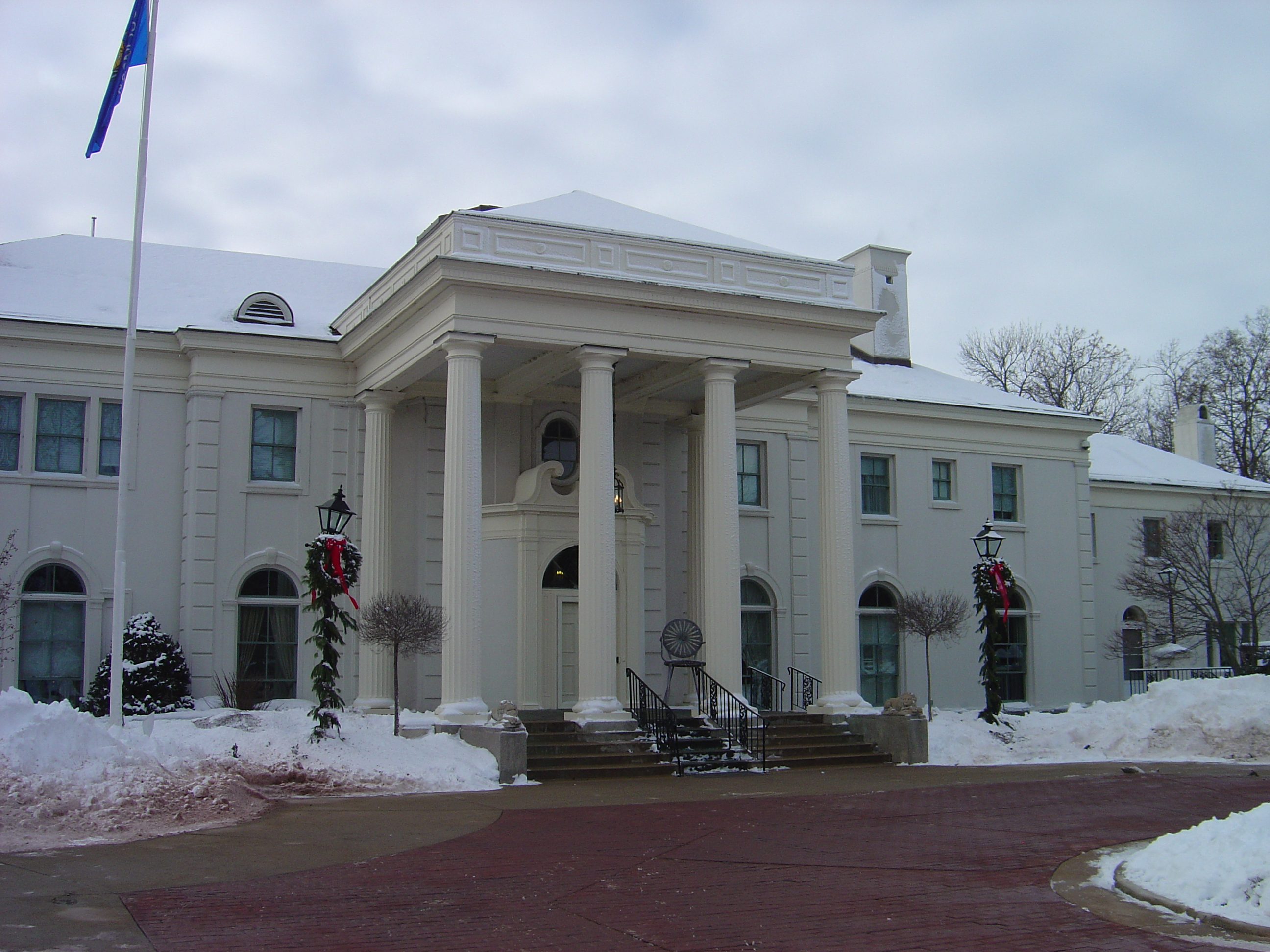
Résidence du gouverneur du Wisconsin, à Maple Bluff.
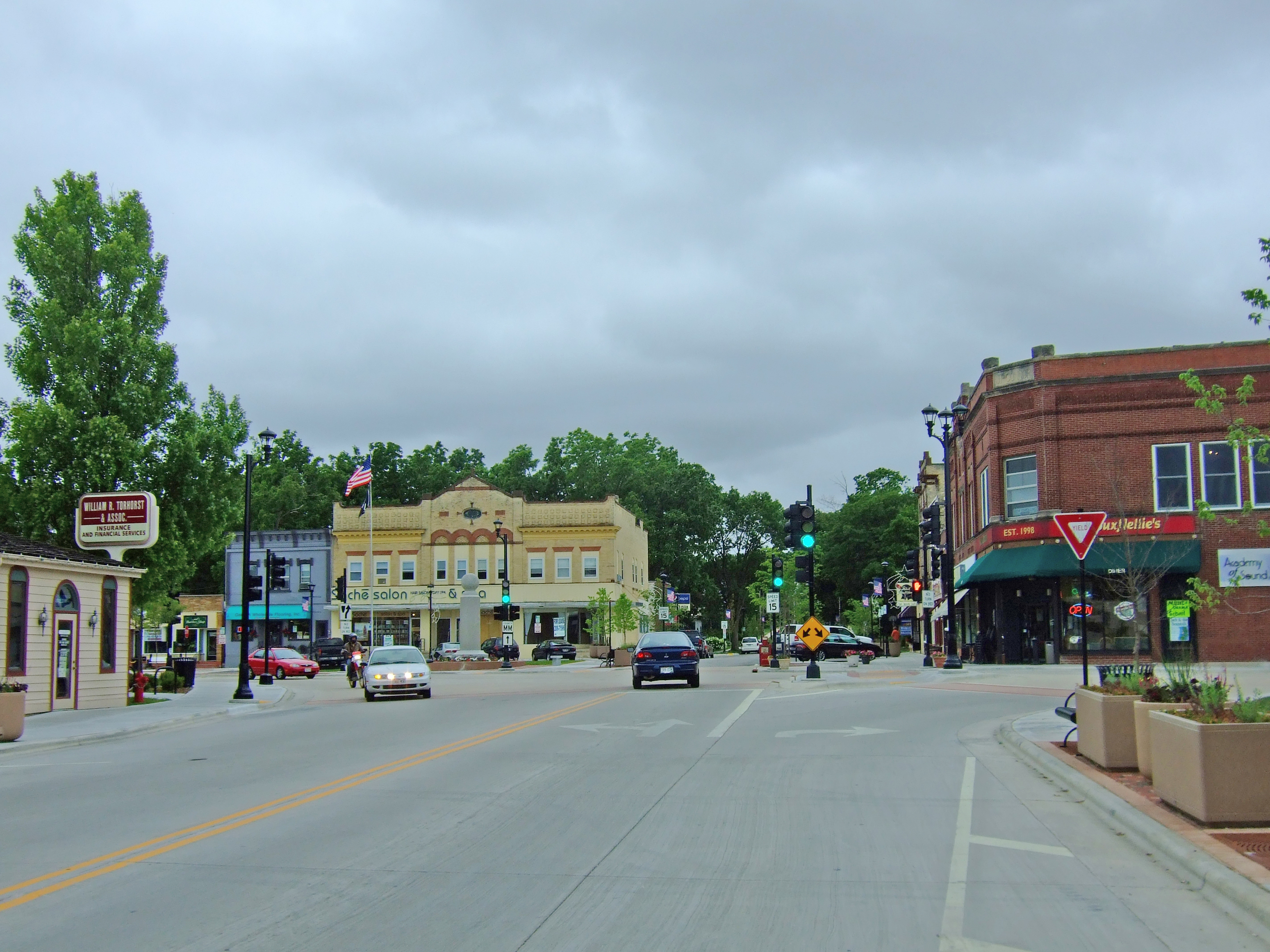
La rue principale du sud du district historique d'Oregon.